# Lư Cao Mang
Cao Mang (15 tháng 2 năm 1248 - 1328) tên đầy đủ là Lư Cao Mang là một trong năm vị tướng tài ba và trung thành nhất của Hưng Đạo Vương Trần Quốc Tuấn , là người có công lớn trong ba lần kháng chiến chống quân Nguyên Mông. Theo ngọc phả tại đình Đồng Mai, huyện Mỹ Lộc tỉnh Nam Định thì Cao Mang sinh ngày 15 tháng 2 năm 1248 chết ngày 12 tháng chạp năm 1328. Tại thư viện tỉnh Nam Định còn nhiều tài liệu bằng chữ Hán ghi chép về thân thế sự nghiệp Lư Cao Mang, ở đình Đồng Mai còn lưu giữ bốn câu thơ do chúa Trịnh Doanh tặng khi về thăm Đồng Mai: "Vì dân vì nước gánh gian lao".